# 정선군 (1988년 선거구)
정선군은 대한민국의 옛 국회의원 선거구이다. 당시 강원도 정선군 지역을 관할했다.

## 역사
제13대 국회의원 선거를 앞두고 영월군·평창군·정선군 선거구에서 분리되면서 신설되었다.
제15대 국회의원 선거를 앞두고 태백시 선거구와 통합되면서 폐지되었다.

## 역대 국회의원
| 선거   | 정당 | 정당       | 의원   |
| ------ | ---- | ---------- | ------ |
| 1988년 |      | 민주정의당 | 박우병 |
| 1992년 |      | 민주자유당 | 박우병 |

## 역대 선거 결과

### 대한민국 제13대 국회의원 선거
|  | 40.24% |

|  | 35.82% |

|  | 9.38% |

|  | 8.49% |

|  | 3.34% |

|  | 2.70% |

### 대한민국 제14대 국회의원 선거
|  | 42.91% |

|  | 24.19% |

|  | 23.03% |

|  | 8.70% |

|  | 1.15% |